# Cave (canção)
"Cave" é uma canção da banda inglesa de rock alternativo Muse que se encontra no álbum de estréia, Showbiz. "Cave" é o segundo single do grupo inglês e foi liberado no dia 6 de setembro de 1999 e chegou a alcançar a posição n°52 no UK Singles Chart. Nos Estados Unidos, foi lançado uma versão com 5 outras faixas pela Maverick Records.

## Faixas
Todas as letras escritas por Matthew Bellamy. 
| 7" vinil       |                             |         |  |
| N.º            | Título                      | Duração |  |
| 1.             | "Cave"                      | 4:46    |  |
| 2.             | "Cave" (Remix instrumental) | 5:04    |  |
| Duração total: | Duração total:              | 9:50    |  |

| CD1            |                |         |  |
| N.º            | Título         | Duração |  |
| 1.             | "Cave"         | 4:46    |  |
| 2.             | "Twin"         | 3:18    |  |
| 3.             | "Cave" (Remix) | 5:08    |  |
| Duração total: | Duração total: | 13:12   |  |

| CD2            |                |         |  |
| N.º            | Título         | Duração |  |
| 1.             | "Cave"         | 4:46    |  |
| 2.             | "Host"         | 4:17    |  |
| 3.             | "Coma" (Remix) | 3:35    |  |
| Duração total: | Duração total: | 12:38   |  |

| EP Promocional |                          |         |  |
| N.º            | Título                   | Duração |  |
| 1.             | "Cave" (Versão de Radio) | 3:07    |  |
| 2.             | "Host"                   | 4:17    |  |
| 3.             | "Twin" (Remix)           | 3:18    |  |
| 4.             | "Coma"                   | 3:35    |  |
| 5.             | "Cave" (Remix)           | 5:08    |  |
| Duração total: | Duração total:           | 19:25   |  |

| EP Promocional nos EUA |                                           |         |  |
| N.º                    | Título                                    | Duração |  |
| 1.                     | "Cave" (Versão de Radio)                  | 3:07    |  |
| 2.                     | "Muscle Museum" (Versão Acústica ao vivo) | 4:45    |  |
| 3.                     | "Unintended" (Versão Acústica ao vivo)    | 4:08    |  |
| 4.                     | "Coma"                                    | 3:35    |  |
| 5.                     | "Cave" (Remix)                            | 5:08    |  |
| Duração total:         | Duração total:                            | 20:43   |  |